# Alexandra Colen
Alexandra Maria Catherine Colen-Belien (Dublin (Ierland), 9 juli 1955) is een gewezen Belgisch politica voor Vlaams Belang.

## Levensloop
Alexandra Colen werd geboren in het Rotunda-hospitaal in het centrum van de Ierse hoofdstad Dublin. Haar moeder was een zus van de dichteres Aleidis Dierick en een nicht van acteur en tv-presentator Wies Andersen. Ze is de dochter van Alex Colen, een Oostfronter die na de oorlog vluchtte voor de Belgische justitie. Toen Alexandra twaalf jaar was verhuisde de familie terug naar Vlaanderen, waar ze zich vestigden in Aalst. Ze liep middelbare school aan het Sint-Jozefinstituut te Aalst en was leidster bij de Chiro. Ze studeerde Germaanse filologie aan de toenmalige Rijksuniversiteit Gent en studeerde er in 1978 af als licentiate. Tijdens haar studies was ze lid van KVHV Gent en actief lid van het Taal Aktie Komitee. Ook maakte ze deel uit van de redactie van het Vlaams-nationalistische jongerenblad Alternatief, dat een christelijke inslag had.
Na haar studies in Gent studeerde Colen verder aan de University of Reading in het Verenigd Koninkrijk. Ze behaalde haar doctoraat in de linguïstiek in 1982. Ze was redactrice van het Van Dale Groot Woordenboek Engels-Nederlands. Van 1978 tot 1983 werkte ze als assistente aan de Faculteit Letteren en Wijsbegeerte van de Universiteit Gent en de Universitaire Faculteiten Sint-Ignatius Antwerpen (UFSIA). In 1983 nam Colen ontslag om voltijds huismoeder te zijn. In 1982 huwde Colen met de onafhankelijke rechts-conservatieve journalist Paul Beliën die ze leerde kennen aan de universiteit te Gent en later adviseur zou worden van de Nederlandse radicaal-rechtse politicus Geert Wilders.
In 1995 ging Colen in de politiek omdat ze vond dat de andere politici te weinig de belangen van de gezinnen en de traditionele waarden verdedigden. Dat jaar werd ze verkozen in de Kamer van volksvertegenwoordigers, als eerste vrouw op de Antwerpse kamerlijst voor het Vlaams Blok, waar ze het gezicht was van de ethisch ultraconservatieve strekking binnen de partij. Ze bleef in de Kamer zetelen tot in mei 2014. In 2006 werd ze lid van de gemeenteraad van Mol, een functie die ze bleef uitoefenen tot in 2007, wanneer zij naar Kasterlee verhuisde.
Colen werd meter van het Antwerpse vondelingenluik van de organisatie Moeders voor Moeders (MvM), dat in 2000 werd geopend na een bezoek aan een gelijkaardig initiatief in Hamburg. Ze werd actief in de Vlaamse en internationale anti-abortusbeweging en liet zich opmerken als een vurig tegenstander van abortus en euthanasie, het homohuwelijk en de adoptie van kinderen door homoseksuele koppels. Ze voerde ook actief campagne tegen deze zaken en nam daarbij vaak provocatieve stellingen in.  Binnen de Kamerfractie van het Vlaams Belang richtte Colen een gebedsgroep op die zich in 2012 van zich liet spreken door een duiveluitdrijving uit te voeren in het parlement, die moest dienen als rituele zuivering voor de eerder aangenomen abortus- en euthanasiewetgeving.
In 2010 organiseerde ze een krantenverbranding op de Antwerpse Groenplaats uit protest tegen de volgens haar vooringenomen media. Ze was de verantwoordelijke uitgever van Secessie, een driemaandelijks blad van het Mia Brans Instituut over separatisme.
Haar ethisch ultraconservatieve standpunten veroorzaakten spanningen met partijgenoten, waarbij ze soms ook van de partijlijn afweek. Ze schrok er niet voor terug om bepaalde migratiestandpunten van haar partij in twijfel te trekken of door het verdedigen van traditionele gezinswaarden als belangrijke prioriteit van de partij naar voren te schuiven, boven het politieke Vlaams-nationalisme. Ook haar economisch-liberale overtuigingen zoals de afschaffing van de sociale zekerheid leverden interne wrevel op. 
In 2013 stapte ze uit Vlaams Belang, omdat ze naar eigen zeggen geen rol meer te spelen had in de partij. Ze klaagde het gebrek aan vernieuwing binnen het Vlaams Belang aan, al speelde allicht ook mee dat het ethisch conservatisme onder invloed van evoluerende maatschappelijke waarden naar de achtergrond was verschoven, waarbij de partij in het kader van haar anti-islamdiscours homo- en femonationalistische standpunten ging innemen. Tot aan de verkiezingen van 2014 zetelde ze als onafhankelijke in de Kamer.
- Bibsys: 90298457
- International Standard Name Identifier: 0000 0000 8379 0626
- Library of Congress Control Number: n84155123
- Nationale Bibliotheek van Israël: 987007368819805171
- Nederlandse Thesaurus van Auteursnamen: 070324255
- Virtual International Authority File: 45708501
- WorldCat: E39PBJcWvMkRdQrtrb4WjfDKBP